# Marcus Thames
Marcus Markley Thames (né le 6 mars 1977 à Louisville, Mississippi, États-Unis) est un ancien voltigeur de baseball qui a évolué dans les Ligues majeures de 2002 à 2011.

## Carrière
Le 8 février 2010, Thames obtient des Yankees de New York un contrat des ligues mineures.
En janvier 2011, il rejoint les Dodgers de Los Angeles, avec qui il signe un contrat d'un million de dollars pour un an. Il ne frappe que pour ,197 de moyenne au bâton en 36 parties pour les Dodgers en première moitié de saison 2011 et est libéré de son contrat le 14 juillet.